# Niob(III)-bromid
Niob(III)-bromid ist eine anorganische chemische Verbindung aus der Gruppe der Bromide.

## Gewinnung und Darstellung
Niob(III)-bromid kann durch Reaktion von Niob mit Brom und anschließende Reduktion des entstehenden Niob(V)-bromid mit Wasserstoff bei 500 °C gewonnen werden.
{\displaystyle {\ce {NbBr5 + H2 -> NbBr3 + 2 HBr}}}
Ebenfalls möglich ist die Darstellung durch Reaktion von Niob mit Bromwasserstoff bei Temperaturen von 425 °C, wobei auch Niob(V)-bromid entsteht oder die Reaktion von Niob(V)-bromid mit Tributylzinnhydrid.

## Eigenschaften
Niob(III)-bromid ist ein schwarzer Feststoff, der im Vakuum bei 390–400 °C sublimiert und sich bei Temperaturen über 900 °C zersetzt. Bei Kontakt mit konzentrierter Schwefelsäure zersetzt sich die Verbindung.